# Zuzwil (San Galo)
Zuzwil es una comuna suiza del cantón de San Galo, ubicada en el distrito de Wil. Limita al norte con la comuna de Wuppenau (TG), al este con Niederhelfenschwil, al sur con Uzwil, al suroeste con Wil, y al oesnoroeste con Bronschhofen.